# American Recordings
American Recordings är ett Los Angeles-baserat skivbolag, som idag styrs av Rick Rubin. Några av skivbolagets mest kända artister är System of a Down, The Black Crowes, Danzig, Johnny Cash och Slayer.
Det startades 1988, då som Def American.

## Nuvarande artister
- Dan Wilson
- The (International) Noise Conspiracy
- Johnny Cash
- Luna Halo
- Neil Diamond
- Slayer
- System of a Down
- The Vacation
- Tom Petty

## Tidigare artister
- Love and Rockets
- Manmade God
- Masters of Reality
- MC 900 Ft. Jesus
- Messiah
- Noise Ratchet
- The Mother Hips
- Paloalto
- Ruth Ruth
- Sir Mix-a-Lot
- Skinny Puppy
- The Stiffs
- Trouble
- Saul Williams
- Wesley Willis
- Wolfsbane